# E. Marlitt
E. Marlitt ou Eugênia Marlitt foi o pseudônimo de Friederieke Henriette Christiane Eugenie John (Arnstadt, Turíngia, 5 de dezembro de 1825 – Arnstadt, Turíngia, 22 de junho de 1887), popular romancista alemã.

## Biografia
O pai de Eugenie foi Ernst John, um pintor de retratos, e sua madrinha foi a Princesa Matilde von Schwarzburg-Sondershausen, que a mandou a Viena para estudar música. Entre 1844 e 1846, estudou no Conservatório de Viena, mas a sua primeira apresentação não obteve sucesso. Começou a ter deficiência auditiva, supostamente de origem psicossomática, e viveu na corte por 11 anos, como dama de companhia da Princesa Matilde.
Em 1863, os problemas financeiros da corte levaram à demissão de Eugenie, que se retirou para Arnstadt, para viver com a família de seu irmão Alfred, professor em Arnstadt. Iniciou então sua carreira literária, inspirada pelo fato de ter sido a autora da correspondência da Princesa Matilde.
Eugenie nunca foi casada. Seus romances foram escritos na sua moradia Villa Marlitt, construída em Arnstadt, para a qual ela se mudou com seu pai em 1871. Nos últimos anos de vida passou a sofrer de artrite, vivendo em uma cadeira de rodas. Eugenie morre em Arnstadt, em 22 de junho de 1887.

## Carreira literária
Em 1865, “Die wzoelf Apostel” foi publicado na revista “Die Gartenlaube”, assinado apenas por "M", alcançando sucesso imediato. Assinando então "E. Marlitt", muitos críticos a chamavam "Elisabeth", porém o nome utilizado pelo pseudônimo é "Eugenie". Acredita-se que o nome Marlitt possa ser Meine Arnstädter Litteratur.

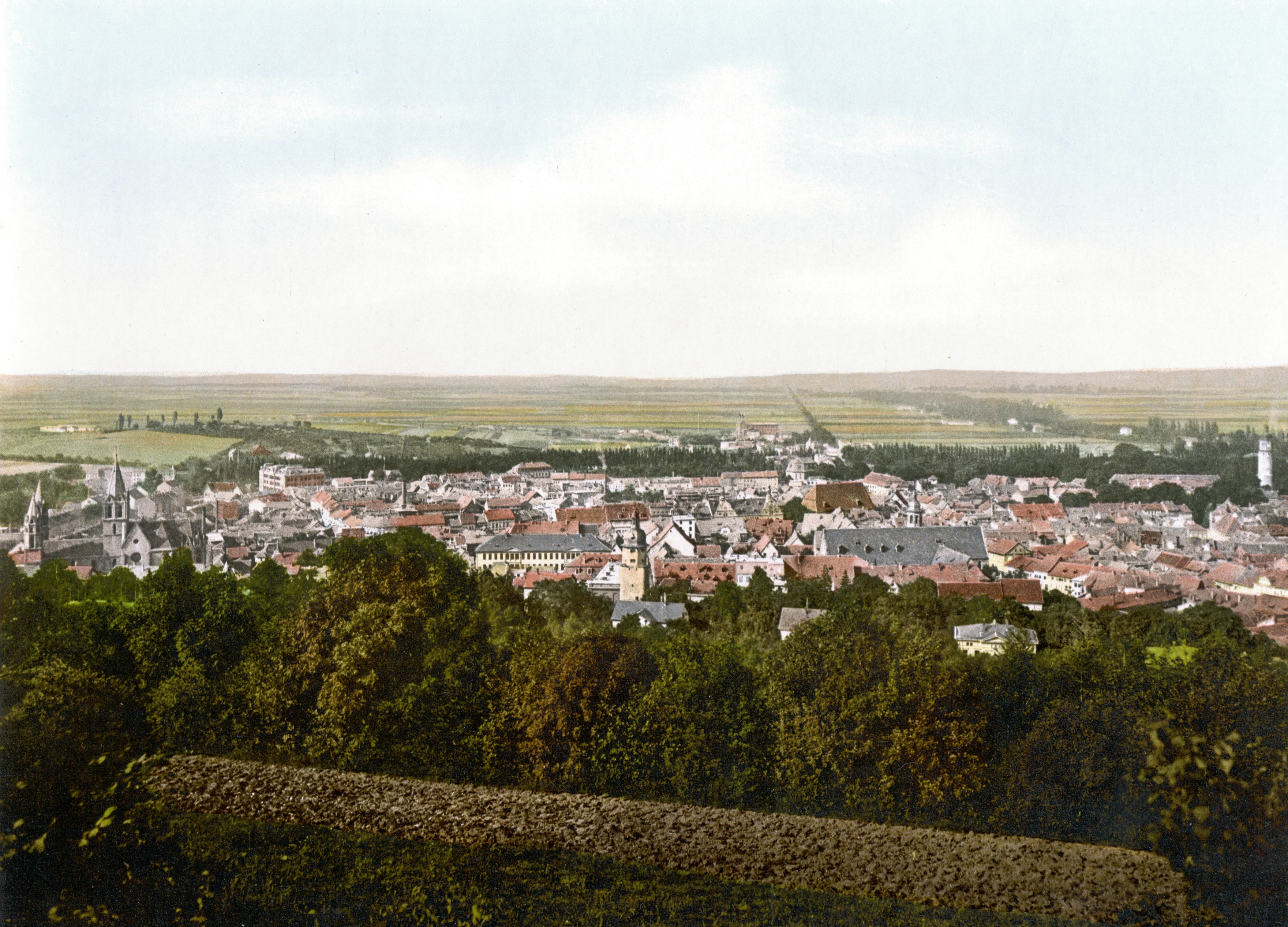
Arnstadt, cidade natal de E. Marlitt

A partir dessa época, Marlitt continuou a escrever, e sua coleção de trabalhos foi publicada em 10 volumes (Leipzig, 1888-90; segunda edição, 1891-94).
Marlitt é considerada a precursora do gênero popular e sentimental na Alemanha, o folhetim, o que a coloca entre as estrelas do gênero, tais como Elisabeth Werner, Hedwig Courths-Mahler, Wilhelmine Heimburg, Georg Hartwig.
Seus romances mostram a vida na corte, da qual ela tinha experiência e amava. A vida na corte era um incentivo, na época, para a independência intelectual e social das mulheres, portanto, foi especialmente nesta parte do público que ela se tornou extremamente popular.
Foi ideologicamente interessante o livro Reichsgräfin Gisela, que expõe o que se pode esperar de um romance popular - amor, crime, e final feliz – mas também apresenta a crítica aos políticos corruptos e à nobreza altiva. A jovem condessa Gisela aprende gradualmente, através do amor de um estranho misterioso, a se tornar um ser humano compassivo. Foi um dos primeiros Bestsellers do mundo, e foi considerado, entre 1865 e meados da década de 1880, o responsável principal pelo aumento do número de assinantes da revista “Die Gartenlaube”, de 100.000 para 400.000.
A escritora Wilhelmine Heimburg foi considerada uma sucessora legítima de E. Marlitt, e após sua morte foi convidada para acabar o romance inacabado de Marlitt, Das Eulenhaus.

## Crítica e legado
A crítica literária tem considerado o trabalho de E. Marlitt de forma ambígua, pelo fato de ter usado em seus romances a receita de Cinderela, ao mesmo tempo em que contrasta o lado realista e o lado sentimental do sexo feminino.
Marlitt foi homenageada, em 1889, com o nome de uma rua em Arnstadt, e em 1913 foi inaugurado no Cemitério Alten Friedhof, em Arnstadt, pelo escultor berlinense Victor Seifert, o Monumento Marlitt. Após a guerra, em 1945, o Monumento Marlitt ficou na zona de ocupação soviética, e posteriormente na Alemanha Oriental, e foi desaprovado. Por iniciativa da SED e do Instituto de Educação, em 1951 seu monumento no antigo cemitério foi removido.

## Lista parcial de obras
- Die zwölf Apostel, Leipzig, 1865
- Goldelse, Leipzig, 1866
- Blaubart, Leipzig, 1866
- Das Geheimnis der alten Mamsell, Leipzig, 1867
- Reichsgräfin Gisela, Leipzig, 1869
- Thüringer Erzählungen, Leipzig, 1869
- Das Heideprinzeßchen, Leipzig, 1871
- Die zweite Frau, Leipzig, 1873
- Im Hause des Kommerzienrats, Leipzig, 1877
- Im Schillingshof., Leipzig, 1880
- Amtmanns Magd, Leipzig, 1881
- Die Frau mit den Karfunkelsteinen, Leipzig, 1885
- Das Eulenhaus (do manuscrito concluído e publicado por Wilhelmine Heimburg), Leipzig, 1888
- Gesammelte Romane und Novellen, 10 Volumes, Keil’s Nachf., Leipzig, 1888–1890.

## E. Marlitt em língua portuguesa
- A Segunda Mulher, volume 164 da Coleção Biblioteca das Moças, da Companhia Editora Nacional – tradução de “Die Zweite Frau”, editado em 2 volumes. Tradução de C. Carviglione, depois republicado pela Editora Saraiva, Coleção Rosa, nº 54, Tradução de Aldo Della Nina;
- O Segredo da Solteirona, Biblioteca das Moças, teve 3 edições pela Companhia Editora Nacional, a última em 1930 e depois na Coleção Rosa, nº 36 e 37. Tradução de Aldo Della Nina;
- A Jovem dos Cabelos de Ouro, tradução de Dyonélio Machado, Editora Globo, 1930, depois publicado na Coleção Rosa, como “Elisabete dos cabelos de ouro”, em dois volumes, nº 32 e 33;
- O Barba Azul, Editora Saraiva, 1953, Coleção Rosa, nº 43. Tradução de José. Pinto de Carvalho;
- O Solar dos Shillings, Saraiva, Coleção Rosa, nº 49. Tradução Aldo Della Nina;
- A Dama dos Rubis, Saraiva, Coleção Rosa, nº 39, Tradução de Aldo Della Nina;
- A Casa dos Mochos, Saraiva, Coleção Rosa, nº 41, Tradução de Aldo Della Nina;
- A Camponesa Misteriosa, Saraiva (Amtmanns Magd), Coleção Rosa, nº 27, 1951, Tradução Aldo Della Nina;
- A Condessa Gisela, Saraiva, Coleção Rosa, nº 63, Tradução de Alberto Denis;
- A Filha do Mestre Escola, Saraiva, Coleção Rosa, nº 47, Tradução de José Pinto de Carvalho;
- Os doze apóstolos, Saraiva, Coleção Rosa, nº 45, Tradução de José Pinto de Carvalho;
- Em Casa do Conselheiro (Im Hause des Kommerzienrates), Saraiva, Coleção Rosa, nº 64, Tradução de Alberto Denis;
- A Princesinha do Prado (Das Heideprinzesschen), Saraiva, Coleção Rosa, nº 65, tradução de José Pinto de Carvalho. São Paulo: Editora Saraiva, 1958, [3]